# フランドル

1477年のネーデルラント17州の地図。フランドルは西部に位置する（9番）。
----
原地域名: Vlaanderen（フラーンデレン）
英語名: Flanders（フランダース）
日本語名: フランドル
言語: フラマン語
原形態: 中フランク王国伯領
かつての領主: フランドル伯
創設年: 862年
通貨:ドゥニエ他

フランドル（オランダ語:  Vlaanderen0、フランス語: Flandre、ドイツ語: Flandern）は、ベルギー西部（旧フランドル伯領）を中心とし、オランダ南西部、フランス北東部にまたがる地域。

## 概説
「フランドル」の呼称は、元々フランス語から由来している地域名である。日本では英語由来のフランダース（Flandersイギリス: [ˈflɑːndərz], アメリカ: [ˈflæn-] ）もよく使用され、歴史学では古くからのオランダ語の発音に基づくフランデレンやフランデルン（舞台ドイツ語においても同様）、フラーンデーレン（Vlaanderen）も使用される。ドイツ語ではフランダーンもしくはフランデアン（Flandern）である。

## 沿革

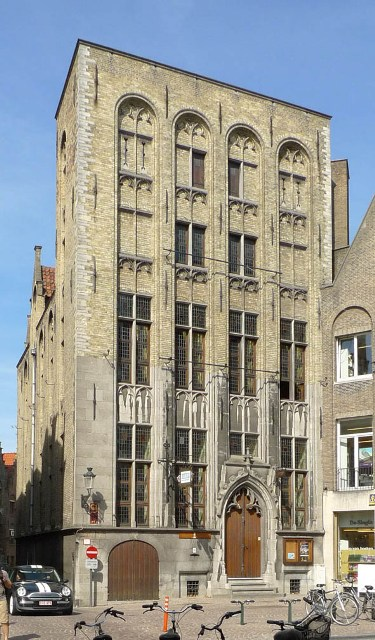
13世紀のブルッヘの取引所跡。

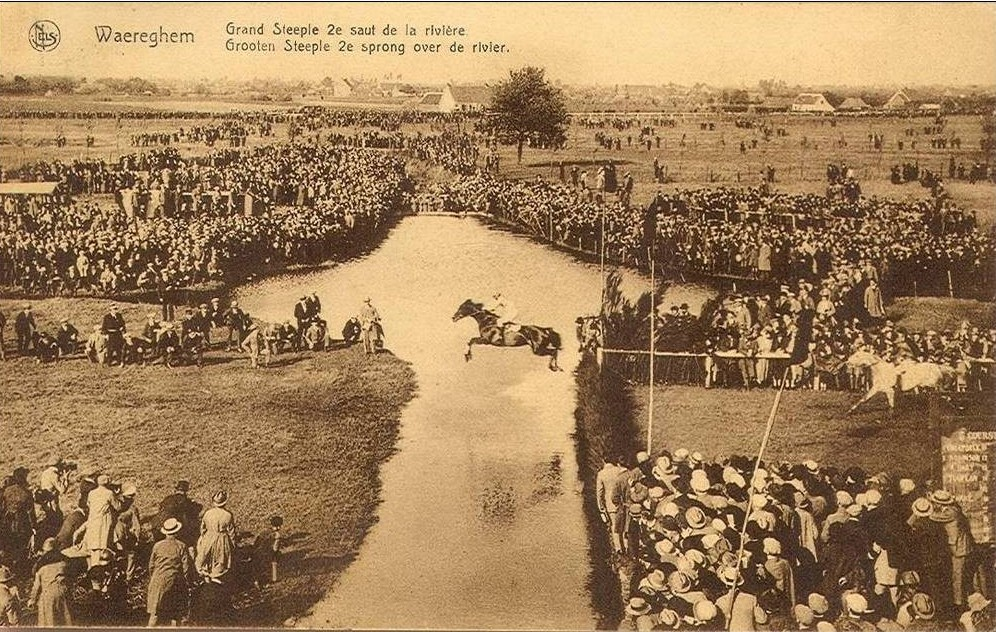
1920年のフランドル大障害レース。

843年、ヴェルダン条約によりフランク王国が分割されたが、のちにフランドルとなる地域は中フランク王国に属することになり、フランス王家ヴァロワ家傍系のヴァロワ＝ブルゴーニュ家の管轄となった。
ネーデルラントにおいてフランドルの領域が定まったのは、862年、鉄腕伯ボードゥアン1世が西フランク王シャルル2世の娘であるフランドルのユディトと結婚し、初代フランドル伯の位を得たときである。当初はシャルル2世が結婚を認めなかったため、2人はローマ教皇ニコラウス1世に請願して婚姻許可を得た。870年には、メルセン条約による中フランク王国の解消にともない大部分が西フランク王国に併合された。フランドル伯は870年までにヘントの聖ペテロ修道院の指定修道院長の指定権を得、また、ワースラント伯領を併合した。
1180年にはヘントにフランドル伯城が築造されフランドル伯が居住した。
13世紀にはブルッヘにハンザ同盟の在外商館が置かれ、金融・貿易の一大拠点として繁栄した。名門ブルセ家の邸宅に、毎日多数の商人が集まり取引所を形成した。取引所を意味するドイツ語の die Börse やフランス語の la bourse はこのブルセを語源としたものである。
フランドル伯は1353年に同じくヘントのプリンセンホフに居を移した。1384年にはフランドル女伯マルグリットがフランス王国のヴァロワ＝ブルゴーニュ家の初代ブルゴーニュ公フィリップと結婚したことから、フランドル伯国は以後、ブルゴーニュ公国のブルゴーニュ領ネーデルラントの州となった。その後ブルゴーニュ公兼フランドル伯はネーデルラント17州を徐々に掌握していった。
しかし1477年、シャルル突進公が戦死したときに後継の男子がおらず、シャルルの娘ブルゴーニュのマリーはハプスブルク家の神聖ローマ帝国の王マクシミリアン1世と結婚した。これ以後フランドル伯国を含むネーデルラント17州はハプスブルク家が継承する
しかしスペイン・ハプスブルク家神聖ローマ皇帝カール5世がローマを陥落させたのち、ブラバント公国のアントワープに世界初の証券取引所であるアントワープ証券取引所が設立されたたことなどから、貿易拠点としてはフランドル伯国は忘れられていった。
大航海時代が到来した16世紀、フランドルのプロテスタント勢力がスペイン・ハプスブルク朝と繋がりの深いカトリック教会に対して蜂起し、この暴動がネーデルラント北部に拡大した（宗教改革、八十年戦争）。このとき、オラニエ公を始めフランドルの領主らは、フランドル伯フェリペ2世に暴動の責任を問われ、財産を没収されたり死刑になったりしている。
しかしプロテスタント勢力は北ネーデルラントを制圧し、のち講和条約のヴェストファーレン条約により、北部の州はネーデルラント連邦共和国（現在のオランダ王国の前身）として独立を果たした。
一方、フランドルの大部分を含む南部の州はカトリック勢力が巻き返して元通りハプスブルク領に留まり、南ネーデルラントとなった（のちのベルギー、ルクセンブルクの地域とフランス・ドイツの一部地域）。
ネーデルラント連邦共和国は1795年、フランス革命戦争のなかで伯領が廃止となり、フランドルの一部は一時はバタヴィア共和国の地域となった（ナポレオン戦争が1815年に終わるまでフランス領であった）。
南ネーデルラントは1830年、ベルギー独立革命によりベルギー王国及びその統治下のルクセンブルクとなったことから、ほとんどの元フランドル伯国の地域は両国にまたがる形となっている。
1940年5月10日からオランダに侵攻したドイツ国防軍に対し、数十万のイギリス・フランス連合軍はフランドル地域で戦線を押しとどめようとしたが、5月28日にベルギーが降伏すると連合軍は抵抗する目途が立たなくなりダンケルクへと撤退。フランドルはナチス・ドイツにより占領された。

## 産業
毛織物業は11世紀から栄えていたが、14世紀に入るとイギリスからの輸入羊毛を加工して輸出するようになり、国際貿易の拠点となった。
近世はフランス法の下で軍馬開発産業も栄えた。ワレヘムの競馬場で1849年から、毎年フランドル大障害レースが開催されている。
日本との関係
日本とベルギーは1866年に日白修好通商航海条約（Japan-Belgium Treaty of Amity, Commerce and Navigation）を締結しており、1873年（明治6年）には岩倉使節団がベルギーを公式訪問して国王のレオポルド2世に謁見した。1896年には日白航海通商条約を締結した。
1912年にフランドル伯であったベルギー皇帝アルベールの祖母が崩御した際、宮内省は8日間、喪に服した。

## 地理
中世のフランドル伯領は、現在のフランデレン地域のウェスト＝フランデレン州にあたり、あるいは東フランデレン州も含む。
- 中世フランドルの都市：ブルージュ（ブルッヘ）、ガン（ヘント）、イープル（イーペル）、 - かつてのヨーロッパの貿易中心地。

近世のフランデレン地域はフラームス＝ブラバント州、アントウェルペン州、リンブルフ州が含まれる。
- 近世フランドルの都市：アンヴェール（アントウェルペン）、ブリュッセル - ブルッヘが廃れたのちのヨーロッパの貿易中心地。アントワープ証券取引所が設立された。
- 『フランダースの犬』の舞台はアントウェルペンである。

中世にフランドル伯領であったフランス北部地方はフランドル・フランセーズ（Flandre française）と呼ばれている。

## 政治
フランドル領主をつとめたフランドル伯家は時代により移り変わったが、順にフランドル家、エストリズセン朝、ノルマン朝、ロレーヌ家、フランドル家、ダンピエール朝、ヴァロワ＝ブルゴーニュ家（House of Valois-Burgundy）、ハプスブルク家となる。ベルギー独立の後は、称号としての「フランドル伯」が貴族に授与されるようになり、ベルギー王家（ザクセン＝コーブルク＝ゴータ家分流）やスペイン共和国で使用されている。

## 文化

### 天文学と航海術
大航海時代には、天文学者のペトルス・プランシウス、メルカトル図法を発明したゲラルドゥス・メルカトル、航海士ペーテル・ケイセルなどが、海図や地図、星図を発展させた。

### 音楽
15世紀から16世紀にかけて、フランドル楽派と呼ばれる音楽家を輩出した。

### フランドル絵画
フランドル絵画（ネーデルラント絵画）は、都市の経済的な繁栄を背景にフランドルで発展した。15世紀に初期フランドル絵画の隆盛が見られ、ファン・エイク兄弟が確立した油彩画の技法はイタリア・ルネサンスにも大きな影響を与えた。また、バロック期にかけてルーベンスらが活躍した。
ヤン・ファン・エイク（1390年頃 - 1441年）
初期フランドル派の画家。
ハンス・メムリンク（1435年 - 1494年）
ドイツのゼーゲンシュクタット出身。フランドルで活躍。
ヒエロニムス・ボス（1450年頃 - 1516年）
現在のオランダ（ベルギー国境近く）にあるス・ヘルトーヘンボスに生まれ、生涯を過ごしている。
ピーテル・ブリューゲル（1525/30年 - 1569年）
生地はブラバント地方のブレダとする説もあるが、不明。アントウェルペン、ブリュッセルで活動した。
ピーテル・パウル・ルーベンス（1577年 - 1640年）
ドイツのジーゲン生まれ（アントワープ出身の両親の亡命先）。イタリアで活躍した後、アントワープに戻って活動を続けた。
なお、レンブラント（1606年 - 1669年）やフェルメール（1632年 - 1675年）は八十年戦争(1648年終結)後のオランダで活動しており、オランダ絵画とするのが妥当である。

### 文学
20世紀初頭までのフランドルの作家のモーリス・メーテルリンクやエミール・ヴェルハーレンなどはフランス語で作品を発表したが、その後はフラマン語運動が盛んになり、その後の作家はフラマン語を使うようになった。
イギリスの作家ウィーダの小説『フランダースの犬』（1872年）では、貧しい少年・ネロと犬・パトラッシュの友情の話が、フランドル地方アントウェルペン（英：フランダース地方アントワープ）を舞台としている。

## フランドルの人物
- ゲラルドゥス・メルカトル（1512年 - 1594年） - 地図の投影法のひとつであるメルカトル図法で知られる。
- ヤーコブ・ヨルダーンス（1593年 - 1678年）- バロック期の画家。